# Драма (телевизијски жанр)
Драма је играни телевизијски жанр у коме се кроз различит број епизода описују догађаји из живота једног или више јунака. Свака драмска серија по сезони приказује нешто више од 20 епизода, што и не мора да буде тако, као у случају мини-серија.

## Врсте драмских серија
Драмске серије могу често да буду помешане и са другим жанровима, као што су акција, комедија, научна фантастика... На пример комбинација драме и комедије је у свету позната као драмедија.

## Најпознатије драмске серије у свету
У свету се сваке године прикажу десетине нових драмских серија, а исто толико се и угаси. Неке од најпопуларнијих, а које су виђене и на овим просторима су:
са енглеског говорног подручја:
- 24
- Никита
- Династија
- ЕР - Хитна служба
- Чикаго болница
- Таксисата
- Лас Вегас (ТВ серија)
- Место Злочина
- Истражитељи из Мајамија
- Специјалци
- Место под сунцем

са српског говорног подручја:
- Горе – доле
- Бољи живот
- Срећни људи
- Породично благо
- Стижу долари
- Село гори, а баба се чешља
- Мој рођак са села
- Горки плодови
- Рањени орао
- Игра судбине
- Азбука нашег живота